# Vroncourt
Vroncourt is een gemeente in het Franse departement Meurthe-et-Moselle (regio Grand Est) en telt 130 inwoners (1999). De plaats maakt deel uit van het arrondissement Nancy.

## Geografie
De oppervlakte van Vroncourt bedraagt 4,2 km², de bevolkingsdichtheid is 31,0 inwoners per km².
De onderstaande kaart toont de ligging van Vroncourt met de belangrijkste infrastructuur en aangrenzende gemeenten.

## Demografie
De figuur toont het verloop van het inwonertal (bron: INSEE-tellingen).